# Porphyromonadaceae
Porphyromonadaceae  es una familia de bacterias que está compuesta de dos géneros de bacterias medioambientales, Porphyromonas y Dysgonomonas.